# علم ترينيداد وتوباغو
أعتمد علم ترينيداد وتوباغو رسمياً في 31 آب - أغسطس من سنة 1962 بعد الاستقلال عن بريطانيا، ويتكون العلم الترينيدادي من شريط قطري أسود ذو حافتين بيضاوتين في الوسط على حقل أحمر. ويعد علم ترينيداد وتوباغو واحداً من علمين وطنيين فقط من أعلام دول العالم يستخدمان فقط مزيجاً من ألوان الأحمر والأبيض والأسود، والآخر هو علم اليمن.

## معنى العلم
يرمز اللون الأحمر إلى حيوية البلاد وإلى الدفء والطاقة من الشمس وأما اللون الأبيض فيرمز إلى البحر الكاريبي والمحيط الأطلسي المحيطان بجزر ترينيداد وتوباغو ويرمز كذلك إلى النقاء والمساواة بين جميع الناس بينما يرمز الأسود إلى التراث الأفريقي للشعب وإلى الثروات الطبيعية في البلاد.

## مواصفات العلم
- يتكون العلم من مستطيل أحمر بداخله متوازي باللون الأسود محاط بمتوازيين باللون الأبيض
- عرض العلم يساوي ثلاثة أخماس طوله
- مجموع عرض المتوازي الأسود والمتوازيين الأبيضين يساوي خمس طول العلم
- عرض المتوازي الأسود يساوي اثنين على خمسة عشر من طوله
- عرض كل من المتوازيين الأبيضين يساوي واحد على ثلاثين من طول العلم

## ألوان العلم
- الأحمر: ح خ ز 218 / 26 / 53، س م ص د 0 / 88 / 76 / 15، ست عشري DA1A35
- الأسود
- الأبيض

## أعلام أخرى

علم البحرية لترينيداد وتوباغو.
علم رئاسة الجمهورية.
علم رئاسة مجلس الوزراء.
علم ترينيداد وتوباغو المستعمل من قبل ملكة بريطانيا الراحلة إليزابيث الثانية.